# Hymenocallis coronaria
Hymenocallis coronaria là một loài thực vật có hoa trong họ Amaryllidaceae. Loài này được (Leconte) Kunth mô tả khoa học đầu tiên năm 1850.

## Hình ảnh

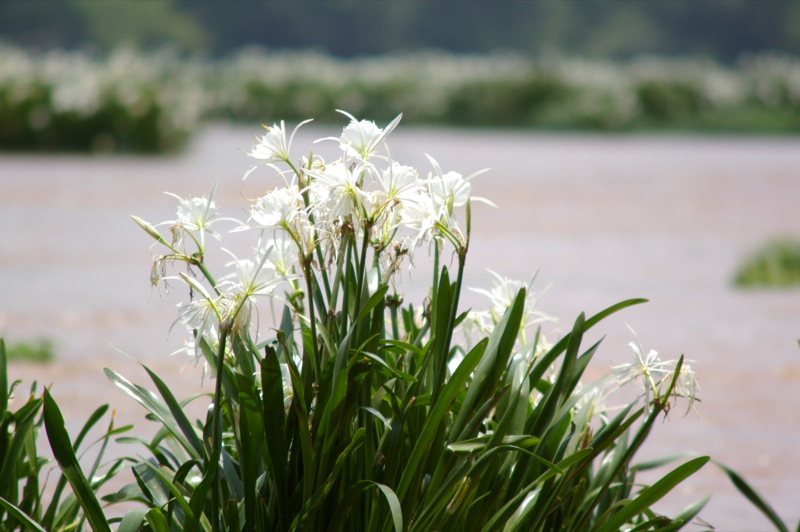
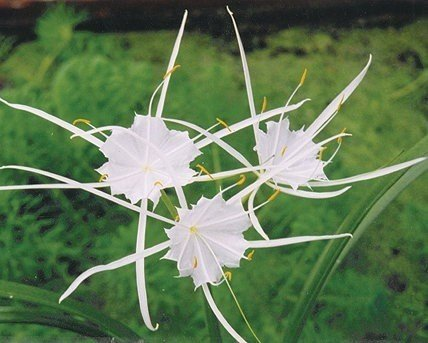